# Widerstandsbewegung in Südbrandenburg
Widerstandsbewegung in Südbrandenburg, meist nur Widerstand Südbrandenburg genannt, war eine Neonazi-Organisation in Brandenburg. Sie wurde im Juni 2012 vom brandenburgischen Innenminister Dietmar Woidke unter anderem wegen „Wesensverwandtschaft mit dem Nationalsozialismus“ und „aktiv-kämpferischen Vorgehens gegen die freiheitlich-demokratische Grundordnung“ verboten. Mit Beschluss des Bundesverwaltungsgerichts vom 21. Mai 2014 ist das Verbot unanfechtbar geworden. Die Organisation hatte unter anderem sogenannte Nationale Kampfsportturniere veranstaltet. Unter dem Dach der Organisation agierte auch eine Gruppierung namens Spreelichter, die unter dem Namen Die Unsterblichen flashmobartig kurze nächtliche Fackelmärsche mit weißen Masken und mit teilweise mehreren hundert Teilnehmern – „wie eine Mischung aus Ku Klux Klan und Anonymous“ – durchgeführt hatte. Diese fanden unangemeldet meist in kleineren Orten statt (erstmals im Mai 2011 im sächsischen Bautzen, zuletzt im Mai 2012 in Wismar, insgesamt rund 30 mal) und konnten somit von der Polizei kaum verhindert oder aufgelöst werden. Dieses Vorgehen war bald von Rechtsextremen in anderen deutschen Ländern nachgeahmt worden. Der Gruppe wurde auch der Betrieb mehrerer Internetportale zugeordnet, auf denen unter anderem rechtsextreme rassentheoretische Texte („Volkstod“-Kampagne) und professionell produzierte Videos der Fackelmärsche unter dem Label Die Unsterblichen veröffentlicht worden waren. Sie wird außerdem mit Anschlägen gegen ein Redaktionsgebäude der Lausitzer Rundschau in Spremberg in Verbindung gebracht. 
Mitgliedern der Organisation werden zahlreiche weitere Straftaten zur Last gelegt. „Zentraler Akteur und Ideengeber“ der verbotenen Organisation soll laut brandenburgischem Verfassungsschutzbericht 2011 das ehemalige JN-Mitglied Marcel Forstmeier aus Lübbenau gewesen sein. Nach der Verbotsverfügung durchsuchte die Polizei 27 Wohnungen und Geschäftsräume in Südbrandenburg sowie den Vereinstreff in Cottbus. Als Hintermann der Organisation gilt der Cottbuser Rechtsanwalt und frühere Richter Maik Bunzel.